# Ohio Range
Ohio Range är en bergskedja i Antarktis. Den ligger i Västantarktis. Inget land gör anspråk på området.